# Будинок Генрі Д. Клейтона
Будинок Генрі Д. Клейтона — це історичний будинок-плантація у Клейтоні, штат Алабама, Сполучені Штати, найбільш відомий як місце народження та дім дитинства Генрі Де Ламара Клейтона-молодшого (1857—1929), законодавця та судді. Клейтон став відомим під час роботи в Конгресі Сполучених Штатів як автор антимонопольного закону Клейтона 1914 року. Цей закон забороняв певні види поведінки, які вважаються такими, що не відповідають інтересам конкурентного ринку. У 1914 році він був призначений федеральним окружним суддею, де став визнаним прихильником судової реформи. Будинок побудував його батько, генерал Конфедерації Генрі ДеЛамар Клейтон-старший. 8 грудня 1976 року споруду оголосили національною історичною пам'яткою.

## Опис та історія
Будинок Генрі Д. Клейтона розташований приблизно за 1 миля (1,6 км) від Клейтона на залишках колишніх 1000 акрів (400 га) плантації Клейтона. До нього можна дістатися через оригінальну плантаційну дорогу, що тягнеться на південь від SR 30 на Клейтон-стріт. Будинок 1+1⁄2 -поверхова дерев'яно-каркасна конструкція з двосхилим дахом і вагонкою зовні. Головний дах виходить за межі північного фасаду, прикриваючи ґанок із квадратними опорами. Веранда з навісним дахом також простягається через частину задньої частини будинку, де вона з'єднується з кухонним коридором. Допоміжні будівлі у плантаційному комплексі: коптильня, сарай для карет і невеликий котедж, який використовував Генрі Клейтон-молодший як свій офіс.
Будинок побудував приблизно в 1850 році Генрі Де Ламар Клейтон-старший, який служив у часи Громадянської війни в США генералом армії Конфедерації. Це було місце народження й дитинства його сина, Генрі Клейтона-молодшого. Молодший Клейтон вивчав право в Університеті Алабами та розпочав політичну кар'єру в Демократичній партії в 1880 році. У 1910 році, бувши головою судового комітету Палати представників, він успішно провів справу про імпічмент Роберта У. Арчбальда, судді Торгового суду, звинуваченого в наживанні на своїй посаді. Його найвідомішим досягненням було прийняття Антимонопольного закону Клейтона, суттєвої поправки до Антимонопольного закону Шермана.